# Zidane Football Generation 2002
Zidane Football Generation 2002 (Football Generation hors de France, Calcio 2003 en Italie, Zidane Football Generation sur Game Boy Color) est un jeu vidéo de sport développé par Trecision et édité par Comgame 576, sorti en 2001 sur Windows, PlayStation 2, Game Boy Color et Game Boy Advance. Il est ressorti en 2012 sur PlayStation 3 via le PlayStation Network.
La version française porte le nom de Zinédine Zidane.

## Accueil
- Jeuxvideo.com : 5/20[1]